# Indolestes indicus
Indolestes indicus är en trollsländeart som beskrevs av Fraser 1922. Indolestes indicus ingår i släktet Indolestes och familjen glansflicksländor. IUCN kategoriserar arten globalt som nära hotad. Inga underarter finns listade i Catalogue of Life.